# AIL Storm
AIL Storm (ивр. סופה‎, Sufa) — серия внедорожников израильского производства, используемых израильскими силами безопасности. Она основана на узлах Jeep Wrangler и собирается Automotive Industries Ltd. в городе Нацерет-Иллите по лицензии Chrysler с 1990 года. Автомобили поставляются как в армию, так и на гражданский рынок.
Производство 4-дверных моделей второго поколения началось в 2006 году, несмотря на некоторые противоречивые отзывы Армии Обороны Израиля. Завершена разработка модели третьего поколения на основе Jeep Wrangler JK.

## Storm I
M-240 Storm MultiMission Vehicle — автомобиль первого поколения Storm. Он использовал узлы Jeep Wrangler YJ 1991 года в сочетании со старой колёсной базой CJ-6/CJ-8 и полностью собирался в Израиле фирмой Automotive Industries Ltd за исключением двигателей.
Storm предназначался прежде всего для израильских военных нужд, но имелись также модели с короткой и длинной колёсными базами для гражданского рынка. Как и прочие модели Jeep, он имел расположенный впереди рядный 6-цилиндровый двигатель Chrysler объёмом 3,983 л, со впрыском топлива, мощностью 180 л. с. (130 кВт) при 4700 оборотах в минуту, 2-ступенчатым очистителем воздуха Vortox, либо 4-цилиндровый 2,5 л турбодизель мощностью 118 л/с (88 кВт) при 4200 оборотах в минуту. Автомобиль имел усиленный каркас и кузов, углы крена составляли 40° и 37° на короткой раме и 40° и 26,5° на длинной, что обеспечило хорошую проходимость.
Длины рам составляли 4,15 и 4,5 метра; последняя использовалась как для военных, так и для гражданских машин. Помимо израильского рынка, автомобили экспортировались в страны Южной Америки, Азии и Африки.

### Бронированная версия
Также, как и Jeep Wrangler, Storm предназначался прежде всего для десантных операций, разведки в условиях бездорожья и пересечённой местности, мог оснащаться пулемётом или другим оружием. Storm оснащался 106-мм безоткатным орудием M40.
«Расширенная» версия, имеющая гораздо более высокий кузов, используется пограничными патрулями в пустыне, может оснащаться тяжёлым пулемётом или быть быстро переоборудована в командный пункт. Существуют модификации для борьбы с беспорядками, имеющие поликарбонатные защитные экраны вдоль крыши и задней части с отверстиями для ведения огня, и оборудованные кондиционером, которые используются офицерским составом. Экранирование обеспечивает широкий обзор и в то же время предохраняет от метания бутылок с зажигательной смесью и камней.

### Армейская версия
Первоначально разработанный для ведения разведки, Storm вскоре начинает использоваться как бронеавтомобиль пехоты в городских боях.
Инженерный отдел AIL разработал систему защиты лёгких бронемашин для израильской армии таким образом, чтобы не пострадала проходимость и другие преимущества. Для этого был ведён новый компьютеризированный двигатель мощностью 180 л/с (130 кВт).
Броня, использующая современные материалы, способна защитить от 7,62-миллиметровых бронебойных снарядов и поддерживать оптимальное соотношение веса и скорости. Полная масса армейского автомобиля составляет 3000 кг, хотя существуют несколько вариантов с разными уровнями защиты.
Одним из преимуществ Storm является его небольшая ширина, облегчающая маневрирование на узких улицах городов Ближнего Востока. Широкие задние двери позволяют быстро развернуть мобильное подразделение на поле боя.

### Гражданская версия
Гражданский Storm первого поколения находился в продаже с 1992 по 2001 год. Лишь небольшое число автомобилей было приобретено частными лицами; основными покупателями подержанные машин являлись государственные службы — Электрическая компания Израиля, фирма Мекорот, полиция и администрации национальных парков. Модифицированный Storm имеет популярность у водителей-энтузиастов движения по бездорожью.

## Storm II
Начиная с 2006 года AIL поставляет в израильскую армию усовершенствованную версию M-242 Storm Mark II, также известную как «Storm Commander». В новый автомобиль были внесены изменения по просьбе солдат сухопутных войск Израиля и управления технологии и логистики. Внешне автомобиль получил две боковые двери для задних пассажиров.
В числе других усовершенствований — 6-ступенчатая коробка передач, повышенная устойчивость благодаря использованию более широких осей. Листовые рессоры заменены на современную подвеску, мосты — от Dana, добавлены подушки безопасности, кондиционеры и CD-проигрыватели.
Бронированная модификация Storm II имеет 2,8 л турбодизель VM Motori, АКПП, правый руль и систему подкачки шин. AIL способна выпускать до десяти машин в сутки. В связи с новым законодательством, новая модель пока недоступна на гражданском рынке.

### MDT David

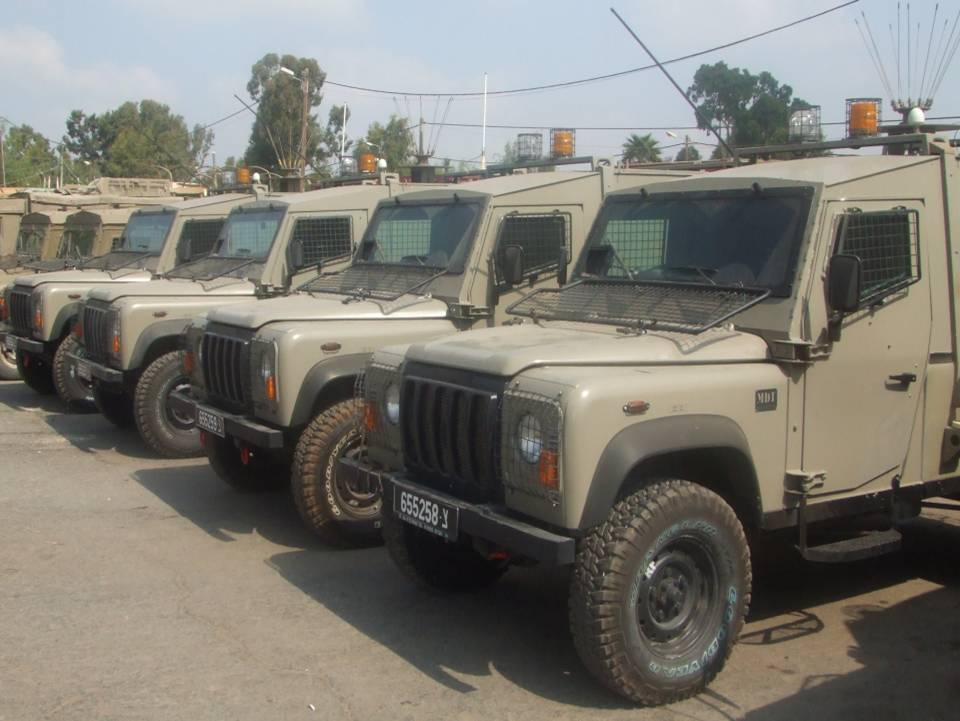
MDT David

В середине 2000-х годов вместо бронированной версии Storm II был избран MDT David, собранный на узлах Land Rover Defender, что вызвало протесты со стороны руководства AIL, ранее столкнувшегося с конкуренцией в виде сборки Humvee. Однако руководство израильской армии заявило, что MDT David будет закупаться временно, до окончания тестирования бронированного Storm II.

## Storm III
Storm Mark III был представлен в июне 2008 года, а с начала 2011 года в армию должны поступить 600 автомобилей. Новый Mark III, созданный на основе Jeep Wrangler JK, имеет пятидверный кузов, усиленные амортизаторы, стандартный 2,8 л турбодизель VM Motori и автоматическую коробку передач.
Как и в случае со Storm II, Storm III изначально продаётся только в военные структуры и полицию. Гражданские версии поступят в продажу только в случае изменения налогового кодекса, в этом случае AIL не исключает производство бензиновых версий внедорожника. Бронированная версия Storm III уже экспортируется в другие страны.
В апреле 2009 года автомобиль был протестирован журналистами израильского журнала Jeepolog.com и получил от них положительные отзывы.

### Командирская версия
Командирская версия имеет 5-дверный кузов, обеспечивающий лёгкую высадку и посадку водителя и пассажиров. Имеющее большой объём заднее отделение позволяет провозить крупногабаритный груз или оборудование связи.
Эта версия имеет кондиционер для использования при жарком климате. Система защиты от опрокидывания (ROPS) также обеспечивает дополнительную безопасность.

### Бронированная версия
Бронированная версия Storm III, разработанная для защиты от лёгкого стрелкового оружия, включает усиленную подвеску для езды как по бездорожью, так и по шоссе.

### Разведывательная и патрульная версии
Эта версия имеет дополнительные места для топлива, воды и прочего оборудования и подходит для установки пулемёта в кузове.